# Myriocarpa densiflora
Myriocarpa densiflora är en nässelväxtart som beskrevs av George Bentham. Myriocarpa densiflora ingår i släktet Myriocarpa och familjen nässelväxter. Inga underarter finns listade i Catalogue of Life.